# Туманність Андромеди (фільм)
«Тума́нність Андроме́ди» (рос. «Туманность Андромеди») — радянський широкоформатний науково-фантастичний фільм 1967 року, поставлений режисером Євгеном Шерстобитовим за однойменним романом Івана Єфремова. Первинна назва — «Туманність Андромеди. Частина 1. Бранці Залізної зірки».
Друга частина фільму, де розкривається сенс його назви — мрія про міжгалактичні подорожі, не була знята через смерть Сергія Столярова в 1969 році.

## Сюжет
У далекому комуністичному майбутньому наставник молоді Мвен Мас під час церемонії отримує пропозицію замінити Дара Вітра, завідувача зовнішніми станціями Великого Кільця. Йому належить забезпечити сеанс зв'язку Землі з зорельотом «Тантра». Тим часом, повертаючись із зоряної експедиції, «Тантра» опиняється в полі тяжіння невидимої «залізної зірки». Запас пального на борту не дозволяє здолати тяжіння об'єкта, корабель виходить на орбіту навколо нього. Начальник експедиції Ерг Ноор приймає рішення пробудити екіпаж з анабіозу. Астронавти висаджуються на планету біля «залізної зірки», щоб збудувати і запустити до Землі сигнальну ракету. Проте допомога прибуде щонайменше за 20 років.
Дар Вітер, у якого депресія, вирушає на археологічні розкопки з істориком Ведою Конг. Поступово їхні стосунки переростають з дружби в кохання.
Оглядаючи поверхню планети, екіпаж «Тантри» виявляє корабель невідомої цивілізації. Мвен Мас переглядає радіопередачі іншопланетних цивілізацій Великого Кільця та спостерігає запис, відправлений 300 років тому. Він з колегами розмірковує над парадоксом величі людського розуму і в той же час його нікчемності перед часом і простором. Мвен просить свого знайомого, дослідника простору Рена Боза, знайти спосіб спілкуватися з іншими цивілізаціями в межах принаймні одного покоління.
«Тантра» здійснює посадку на планету, чужинський зореліт як виявляється, зазнав аварії. Ерг, порадившись з екіпажем, вирішує допомогти іншопланетянам, але тоді стане неможливо відправити ракету. На планеті виявляється життя, форми якого ворожі людині. Один із астронавтів, Кім, гине від нападу невідомої істоти. Зрозумівши, що вона боїться світла, його колеги просуваються на всюдиході до іншопланетного судна. Воно давно покинуте, але земляни сподіваючись знайти там паливо. Неподалік виявляється зореліт тієї ж конструкції, що й «Тантра» — «Вітрило», зниклий 15 років тому. На борту немає жодного живого члена екіпажа. Прослуховування бортового журналу «Вітрила» дозволяє встановити, що його екіпаж загинув у результаті проникнення місцевих ворожих форм життя на борт зорельота. Проте, на «Вітрилі» виявляються запаси палива, які дозволяють «Тантрі» стартувати до Землі. Астронавти, відстрілюючись від істот, добувають паливо, але Ніза Кріт отримує тяжке поранення.
Мвен Мас знову відвідує церемонію посвячення молоді. Він розповідає, що Рен Боз готує експеримент зі «стиснення часу» та довідується про повернення «Тантри».

## У ролях
| • Сергій Столяров        | … | Дар Вітер, колишній завідувач зовнішніми станціями Великого Кільця                               |
| • Вія Артмане            | … | Веда Конг, історик                                                                               |
| • Микола Крюков          | … | Ерг Ноор, член Ради Зореплавання, начальник 37-ї зоряної експедиції, командир зорельота «Тантра» |
| • Тетяна Волошина        | … | Ніза Кріт, астронавігатор зорельота «Тантра»                                                     |
| • Ладо Цхваріашвілі      | … | Мвен Мас, завідувач зовнішніми станціями Великого Кільця, наставник молоді                       |
| • Роман Хомятов          | … | Кім, член екіпажа зорельота «Тантра»                                                             |
| • Людмила Чурсіна        | … | Лума Ласві, лікар зорельота «Тантра»                                                             |
| • Олександр Голобородько | … | Рен Боз, дослідник простору                                                                      |
| • Геннадій Юхтін         | … | Еон Тал, член екіпажа зорельота «Тантра»                                                         |
| • Марина Юрасова         | … | Інгрід Дітра, член екіпажа зорельота «Тантра»                                                    |
| • Олександр Гай          | … | Пур Хісс, член екіпажа зорельота «Тантра»                                                        |
| • Юрій Гаврилюк          | … | Пел Лін, член екіпажа зорельота «Тантра»                                                         |
| • Валерій Панарін        | … | Холм, член екіпажа зорельота «Тантра»                                                            |
| • Юзеф Мироненко         | … | Кей Бер, член екіпажа зорельота «Тантра»                                                         |
| • Людмила Сосюра         | … | оператор станції розподілу приміщень                                                             |
| • Валерій Гатаєв         | … | оператор станції розподілу робіт                                                                 |
| • Алім Федоринський      | … | член екіпажа зорельота                                                                           |
| • Вітольд Янпавліс       | … | член екіпажа зорельота                                                                           |
| • Тетяна Майорова        | … | астронавігатор                                                                                   |

## Виробництво
Автором першого варіанту сценарію був сам Іван Єфремов, але потім його змінили Володимир Дмитревський і Євген Шерстобитов, які і вказані авторами в титрах. Естетика фільму нагадує ілюстрації з обкладинок журналу «Техніка — молоді», а доданий на початку обряд посвячення підлітків, включений з ініціативи Єфремова, схожий на піонерську лінійку. Текст виголошеної там клятви Єфремов, який цікавився індійською філософією, є дещо зміненою цитатою з забороненої в СРСР книги Миколи Реріха «Агні-йога» (1929). Пізніше сцена з посвяченням вважалася критиками невдалою та нудною.
Екранізувати «Туманність Андромеди» було вирішено на Київській студії імені Олександра Довженка, яка володіла найбільшими на той момент в Європі знімальними павільйонами і була оснащена за останнім словом кінематографічної техніки. У павільйонах студії були споруджені декорації інтер'єрів космічних кораблів і будівель майбутнього, виконані за ескізами Олексія Бобровникова, а натурні, «земні» епізоди знімалися в Криму, на території піонерського табору «Артек», корпуси якого на ті часи виглядали доволі футуристично.

### Знімальна група
- Автор сценарію — Володимир Дмитревський, Євген Шерстобитов за романом Івана Єфремова (1955-56)
- Режисер-постановник — Євген Шерстобитов
- Оператор — Микола Журавльов
- Композитор — Яків Лапинський
- Монтаж — Алла Голубенко
- Художник-постановник — Олексій Бобровников
- Художник по костюмах — Н. Лисова, М. Федоров;
- Художник-декоратор — В. Кузьменко
- Художник-гример — І. Журавльова
- Звукооператор — Натан Трахтенберг
- Директор фільму — Микола Шаров

Симфонічний оркестр Українського радіо, диригент Вадим Гнєдаш.

## Оцінки й відгуки
Хоча «Туманність Андромеди» вважається одним з головних фантастичних фільмів СРСР, він був широко розкритикований та вважається як слабким самостійним твором, так і невдалою екранізацією. На агрегаторі IMDb середня оцінка фільму складає 6 балів з 10. На російському Кинопоиску — 6,2 з 10.
Радянський критик-фантастикознавець Всеволод Ревич ще в рік виходу «Туманності Андромеди» відгукувався: «…найголовніше — не костюми, а відносини людей, їх внутрішній вигляд, їх людська сутність. У цьому сенсі фільм не може похвалитися особливими досягненнями, нові людські відносини, що зв'язують людей комуністичного завтра, виявилися, скоріше, названими, ніж проявленими… дія майже всього фільму втиснута в маленькі інтер'єри — кабінет Дара Вітра біля моря, кабіну космічного корабля… Картині явно не вистачає широкого дихання, народних торжеств, вигляду міст майбутнього. Адже Єфремівська „Туманність“ — щонайменше камерний твір».
Кінокритик Мирон Черненко написав про фільм у 1968 році: «І здається мені, що автори фільму — В. Дмитревський та Є. Шерстобитов — не надто переймали себе пошуками. Вони просто перенесли на екран зовнішній вигляд героїв роману — їхню статуарність і піднесеність їхніх діалогів, їхню фізичну красу та ясні очі, їхнє широке плече і волосся».

## Факти про фільм
- У фільмі на столі Дара Вітра можна побачити гаджет, який за своїми розмірами, зовнішнім виглядом і призначенням відповідає сучасному ноутбукові[3].
- Існують принаймні дві версії фільму: перша, «повна», 1967 року, тривалістю 75 хвилин, що починається словами «Вам, що живуть у двадцятому столітті. Вам, що живуть в першому столітті комуністичної ери, — ПРИСВЯЧУЄТЬСЯ»; друга, «відреставрована» в 1980 році, — перемонтована і скорочена до 68 хвилин версія, в якій деякі епізоди й усі згадки про «комуністичну еру» вирізані, а справжні голоси акторів переозвучені[8].

## Нагороди та номінації
| Список нагород та номінацій                                         | Список нагород та номінацій | Список нагород та номінацій | Список нагород та номінацій | Список нагород та номінацій | Список нагород та номінацій |
| Кінопремія                                                          | Рік                         | Категорія                   | Номінант(и)                 | Результат                   | Дж                          |
| ------------------------------------------------------------------- | --------------------------- | --------------------------- | --------------------------- | --------------------------- | --------------------------- |
| VI Міжнародний кінофестиваль науково-фантастичних фільмів у Трієсті | 1968                        | Диплом журі                 | Туманність Андромеди        | Перемога                    | [ 9 ]                       |